# Lauree
Lauree is een bestuurslaag in het regentschap Simeulue van de provincie Atjeh, Indonesië. Lauree telt 138 inwoners (volkstelling 2010).